# Rüdiger Lautmann

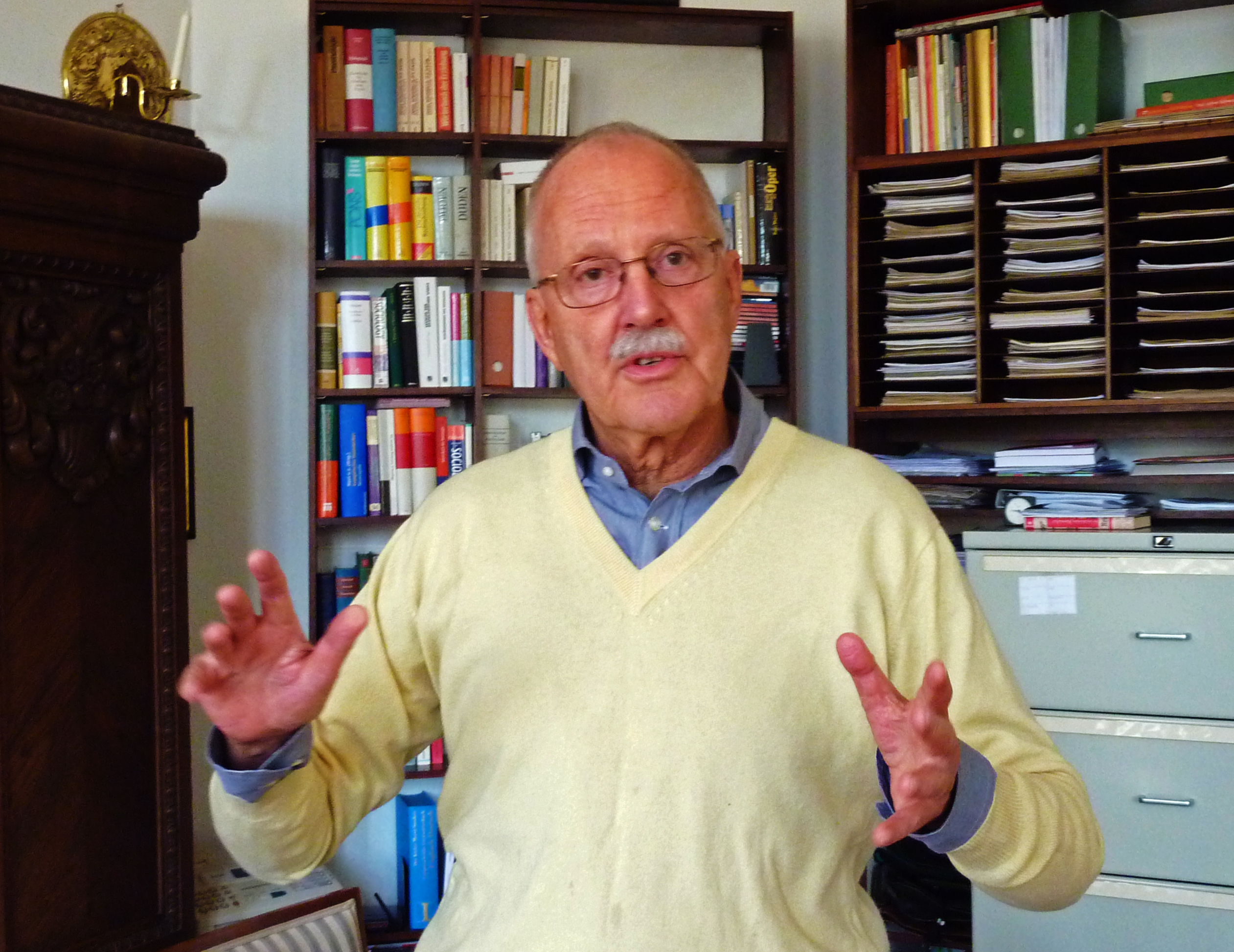
Lautmann 2012 in Berlin

Rüdiger Lautmann (* 22. Dezember 1935 in Koblenz) ist ein deutscher Jurist, Soziologe und Kriminologe. Lautmann war 1971 der erste Professor einer deutschen Hochschule, der sich mit der Untersuchung der Diskriminierung Homosexueller befasste.

## Biografie
Lautmann wuchs in Düsseldorf auf und studierte zunächst Rechtswissenschaften; das erste Staatsexamen legte er 1959 ab. Im selben Jahr nahm er das Studium der Soziologie auf, das von der Volkswagenstiftung finanziert wurde. Nach dem zweiten juristischen Staatsexamen und dem Abschluss des Soziologiestudiums legte er eine juristische Dissertation (1967 in Würzburg) und eine soziologische (1969 in München) vor. Nach ersten Stellen an der Sozialforschungsstelle an der Universität Münster in Dortmund und in Bielefeld bei Helmut Schelsky und als Oberassistent bei Niklas Luhmann war Lautmann von 1971 bis zu seiner Pensionierung 2010 ordentlicher Professor für Allgemeine Soziologie und Rechtssoziologie an der Universität Bremen. 1982 erfolgte die Gründung des „Instituts für empirische und angewandte Soziologie“ (EMPAS), 1988 die der „Abteilung zur Erforschung der Geschlechter- und Sexualverhältnisse“, deren Leiter er war. Er gründete das erste Zentrum „Schwullesbische Studien Bremen“ (SLS) in Deutschland an der Universität Bremen.
Neben verschiedenen Einzelveröffentlichungen sind aus den schwullesbischen Studien die regelmäßigen Semesterrundbriefe der SLS hervorgegangen, von 1995 bis 1997 in insgesamt sieben Bänden. Wichtige Forschungsinhalte in Bremen waren unter anderem die Homosexuellen-Paragrafen, deren Anwendung in der Bundesrepublik und in der DDR sowie die Strafbestimmungen des § 175 im Dritten Reich und in der Kaiserzeit. Mit Aufkommen von AIDS bzw. HIV in den 1980er Jahren wandte er sich der Epidemiologie und der Diskriminierung Infizierter zu. In Hamburg leitete er von 2002 bis 2009 das Institut für Sicherheits- und Präventionsforschung (ISIP), das er 1996 gemeinsam mit Fritz Sack gegründet hatte.
Lautmann lebt in Berlin. Er ist Mitglied im Beirat der Humanistischen Union und im Vorstand der Arbeitsgemeinschaft der SPD für Akzeptanz und Gleichstellung (SPDqueer) im Bezirk Tempelhof-Schöneberg.

## Wissenschaftliches Werk
Eine der ersten wissenschaftlichen Arbeiten Lautmanns war ein empirisches Projekt zur richterlichen Entscheidungsfindung. Die in Justiz – die stille Gewalt 1972 veröffentlichten Ergebnisse riefen viel Aufmerksamkeit, teilweise auch entschiedene Ablehnung, innerhalb der Justiz und der Rechtswissenschaft hervor, da sie die weitverbreitete Vorstellung von einer rein rationalen Entscheidungsfindung widerlegten und den Blick auch auf außerjuristische Faktoren richteten.
Frühzeitig engagierte sich Lautmann auch in der kritischen Kriminologie und Kriminalsoziologie und war zweimal in der Redaktion des Kriminologischen Journals tätig. Er ist Mitglied verschiedener Fachgesellschaften, darunter die Deutsche Gesellschaft für Sozialwissenschaftliche Sexualforschung (DGSS).
Lautmanns Bedeutung ergibt sich aus seinem Einfluss auf die Bewertung der Homosexualität in der deutschen Soziologie. Unter anderem mit Wissenschaftlern wie Martin Dannecker oder Volkmar Sigusch schob Lautmann um 1970 die Entpathologisierung der Sexualitäten entscheidend an, denn Homosexualität wurde auch in der deutschen Soziologie oftmals pathologisiert. Von jenem Zeitpunkt an gilt Lautmann auf Grund seiner Veröffentlichungen (u. a. Die Funktion des Rechts in der modernen Gesellschaft oder Der Zwang zur Tugend – Die gesellschaftliche Kontrolle der Sexualitäten) auch als Experte für die gesamte Sexualstrafrechtspraxis nicht nur in Sachen Homosexualität.
Im 2020 von Heinz-Jürgen Voß herausgegebenen Band Die deutschsprachige Sexualwissenschaft reflektiert Lautmann die aktuellen gesellschaftlichen sexuellen Entwicklungen und die der Sexualwissenschaft. Lautmann arbeitet dort heraus, dass das Sexuelle und auch die Sexualwissenschaft bis 2050 auf eine völlige „Banalisierung“ zustrebe.

## Kritik
In den frühen 1980er Jahren konzipierte Lautmann eine Studie zum Thema Pädophilie. Die Ergebnisse publizierte er 1994. Im Zuge seiner vorübergehenden Befassung mit dem Thema trat er in Kontakt mit pädophilen Interessengruppen. In der Folge wurde er für diese Forschung immer wieder kritisiert. Anfang der 1990er Jahre nahm die Kontroverse über den Missbrauch mit dem Missbrauch ihren Lauf, die im Verbund mit Lautmanns Buch und getragen von moralischer Argumentation die Auseinandersetzungen teilweise polemisch befeuerte. 1998 kulminierte die Kritik in einer „Unterschriftenkampagne, in der von Lautmann ein Widerruf, alternativ die Niederlegung seiner Professur gefordert“ wurde. Mit der Fortentwicklung des Internets und seiner sozialen Netzwerke, insbesondere aber auch im Nachgang zu der seit 2010 anhaltenden und durch die Aufdeckung der sexuellen Missbrauchsfälle am Berliner Canisius-Kolleg intensivierten Missbrauchsdebatte, nahm die Kritik weiter zu. Obwohl Lautmann einigen damit einhergehenden Falschbehauptungen entgegentrat, halten sie sich hartnäckig. Bis in die jüngste Zeit wird zur Untermauerung der Kritik auf seine Studie aus dem Jahr 1994 Bezug genommen. Das Buch ist inzwischen vergriffen und wurde auf sein Betreiben nicht wieder aufgelegt.

### „Die Lust am Kind“
Unter dem Titel Die Lust am Kind. Portrait des Pädophilen legte Lautmann 1994 die Ergebnisse einer sexologisch-kriminologischen Studie vor, der die Befragung von 60 pädophilen Männern aus dem sogenannten Dunkelfeld zugrunde lag, die seinen Beobachtungen zufolge „eine eigenständige Sexualform“ ausbildeten. Die Entstehungsgeschichte dieser – von Eberhard Schorsch unterstützten und von der Deutschen Forschungsgemeinschaft (DFG) geförderten – wissenschaftlichen Arbeit zeichnete Lautmann auf seiner Website nach. Es handelte sich um die Ergebnisse einer Täterforschung, die von 1989 bis 1993 als „isoliertes Projekt“ zu dieser, bis dahin nicht beforschten Gruppe von Pädophilen durchgeführt wurde. Ergebnis waren zwei Bücher und mehrere Aufsätze, die vom Gutachtergremium der DFG abgenommen wurden.
Die untersuchte Klientel bestand aus Pädophilen, die nicht als Straftäter verurteilt oder in „psychiatrischer Therapie“ waren. Konzipiert wurde die Untersuchung in einer Zeit, als man, wie Lautmann schrieb, „das Sexuelle unter einer anderen Perspektive als heute betrachtete“. Der seinerzeit vorherrschende „Drang zur Liberalisierung“ sei anderen „Prioritäten und Wertungen“ gewichen.
In Abgrenzung von den wenigen vorausgehenden Pädophilie-Studien, die ihre Stichprobe aus verurteilten Sexualstraftätern oder Therapiepatienten bezogen und die Lautmann als zu heterogen zusammengesetzt kritisierte, beschrieb er in seinem Buch eine relativ homogene Gruppe von „echten Pädophilen“, die sich – das sexuelle Interesse nicht ausschließend – „allgemein“ um „soziale Kontakte zu Kindern“ bemühte. Lautmann grenzte die Pädophilie von Inzest und sexuellem Kindesmissbrauch ab, auch, weil insbesondere Missbrauchstäter in der Regel – und anders als die untersuchte Population – kein über das Sexuelle hinausgehendes Interesse am Kind hätten. Lautmann hält, so die Sexualwissenschaftlerin Sophinette Becker, lediglich „5% der pädosexuell aktiven Männer für pädophil“ und ausschließlich mit ihnen beschäftige sich sein Buch.
Die untersuchten Pädophilen wurden durch ein Forscherteam einem Leitfadeninterview unterzogen. Es entstanden „mehrere Buchveröffentlichungen“, wobei Lautmann sich in seiner Publikation auf die Frage konzentrierte, inwiefern es Männer geben könne, die „sich von einem Kinde sexuell angezogen fühlen“ und „einem Begehren folgen“, das ihm selbst „unbegreiflich“ sei. Die Mitteilungen der Befragten wurden in zahlreichen Originalzitaten wiedergegeben, ohne sie einzuordnen oder zu bewerten. Auch thematisierte Lautmann nicht den inhärenten Machtmissbrauch, der pädophilem Handeln innewohnt, woran sich insbesondere die Kritik aus sexualwissenschaftlichen Reihen entzündete.
Weil er einen Teil der Kritik an ihm und seinem Buch für bedenkenswert hielt, habe Lautmann „auf eine Neuauflage und jegliche andere Form einer Veröffentlichung“ verzichtet. Das Buch sei „zur Unzeit“ erschienen. In den Jahren zwischen Planung, Erhebung und Herausgabe hatte sich die öffentliche Debatte von ursprünglich vertretenen Positionen entfernt. Überdies ging bald danach der Fall Dutroux durch die Medien, der international viel Aufmerksamkeit auf sich zog, „eine starke öffentliche Erregung“ erzeugte und im Nachgang der öffentlichen Diskussion über Pädophilie Auftrieb gab. Er habe einen Teil der Kritik „durch unklare und saloppe Formulierungen mit verursacht“, manches aber beruhe auf teils groben Missverständnissen. Eigenen Angaben zufolge habe sich das Buch „für die Debatte um die Sexualverhältnisse nicht gerade als hilfreich erwiesen“.

### Zeitgeschichtlicher Kontext
Lautmann, der 1963 sein Coming-out als Homosexueller hatte, plante seine Forschungsarbeit in den frühen 1980er Jahren und damit in einer Zeit, als die erste der Pädophilie-Debatten seit den 1970ern längst in Gang war, wissenschaftliche Studien zur Pädophilie aber kaum vorlagen. Diese frühen Kontroversen sind von der Forderung nach Abschaffung des § 175 (StGB), der Homosexualität unter Strafe stellte, nicht zu trennen. Die mit dem Thema befassten Fachgesellschaften verknüpften die beiden Themen Pädophilie und Homosexualität auf ihren Kongressen bereits in den 1960er Jahren, die Deutsche Gesellschaft für Sexualforschung im Jahr 1964, der Deutsche Juristentag 1968. Zeitgeist, Sexualmoral und wissenschaftliche Perspektive haben sich in den zurückliegenden Jahrzehnten gewandelt und männliche Homosexualität, bis 1969 in der Bundesrepublik noch mit Gefängnis- oder Zuchthausstrafe bewehrt, ist längst nicht mehr strafbar. Ursprünglich und mit Blick auf die Täter waren von wissenschaftlicher Seite an diesen kontrovers geführten Diskussionen in erster Linie Vertreter von Rechts- und Sexualwissenschaft beteiligt, inzwischen stehen – die kindlichen Opfer in den Blick nehmend – Positionen der Erziehungswissenschaft im Fokus.
Bevor Lautmann mit den Vorbereitungen zu seiner Studie begann, veröffentlichte die Frauenzeitschrift Emma im April 1980 unter dem Titel Wie frei macht Pädophilie? ein Streitgespräch zwischen ihrer Herausgeberin Alice Schwarzer und dem Sozialwissenschaftler Günter Amendt, dem Zwillingsbruder von Lautmanns schärfstem Kritiker Gerhard Amendt. Darin beklagte Schwarzer, Pädophilie werde „in der Boulevardpresse zunehmend salonfähig und als Kavaliersdelikt behandelt“.
Im Vorfeld der Lautmann-Studie wurden viel beachtete Publikationen von Reinhart Lempp, Frits Bernard und Helmut Kentler vorgelegt. Dabei vertrat Lempp, wie der Spiegel 2013 berichtete, 1968 die Auffassung, Kinder würden „unbestreitbar“ deutlich „stärker in Mitleidenschaft gezogen“ durch die „Reaktion von Eltern, Jugendpsychiatrie und Gerichten“ als „durch den eigentlichen sexuellen Übergriff“. Bernard veröffentlichte 1972 die im Auftrag der Niederländischen Vereinigung für Sexualreform (Nederlandse Vereniging voor Seksuele Hervorming NVSH) erstellte Studie Sex met kinderen (Sex mit Kindern), deren Ergebnisse die Annahme rechtfertigten, die betroffenen Kinder würden keine Schäden davontragen. Kentler sei in diesen Jahren laut dem Nachrichtenmagazin Spiegel ein „Star der Jugendpädagogik und Sexualwissenschaft“ geworden, der „veritable Bestseller“ auf den Markt brachte. Zu den für die Zusammenhänge nicht unwichtigen Veröffentlichungen dieser Zeit gehört eine 1983 vom Bundeskriminalamt (BKA) unter dem Titel Sexualität, Gewalt und psychische Folgen vorgelegte und 1996 neu aufgelegte Studie mit Ergebnissen einer Längsschnittuntersuchung von Opfern angezeigter Sexualdelikte, die 2014 auf Betreiben des Nachrichtenmagazins Focus von der Website des BKA entfernt wurde.
Das Institut für Demokratieforschung, das den Auftrag hatte, die von den Grünen zum Thema Pädophilie vertretenen Positionen aufzuklären, fasste in seinen 2013 publizierten vorläufigen Befunden auf nahezu dreißig Seiten den zeithistorischen Kontext zusammen, in den die frühen Pädophiliedebatten eingebettet waren. Dabei galt es auch, die „vielleicht sogar rational nachvollziehbaren“ Argumente zusammenzutragen. Der Bericht offenbart, wie viele Prominente aus Wissenschaft und Kultur sich auch international an den Debatten in einer Weise beteiligten, der heute keine Toleranz mehr entgegengebracht würde. Freie Sexualität habe manchen als „Schlüssel zur Umgestaltung gesellschaftlicher Verhältnisse“ gegolten, „pädophile[…] Avancen“ seien das „Resultat eines breiten und lang geführten Diskurses“ gewesen, „der über das mit 1968 chiffrierte linke Lager hinaus reichte und liberale Gruppierungen des Bildungsbürgertums umfasste“. Studien wie jene von Lautmann hätten „auch neue Erkenntnisse und tragfähige Empfehlungen“ enthalten, „allerdings ebenfalls haarsträubende Einseitigkeiten und Fehlurteile“. Die Autoren hätten seinerzeit „mit bemerkenswerter Empathie überwiegend auf die Täter“ geschaut und ließen „in verblüffendem Maße vergleichbare Aufmerksamkeit“ für die Opfer vermissen.
In der Einführung zu einer 2021 vorgelegten Vorstudie für die Unabhängige Kommission zur Aufarbeitung sexuellen Kindesmissbrauchs erinnerte Sabine Andresen daran, dass „in Berlin in den 1970er-, 1980er- und bis in die 2000er-Jahre hinein eine Pädagogik“ vertreten wurde, „die sich von den Traditionen der autoritären und gewalttätigen Erziehung der Nachkriegszeit bewusst absetzen wollte“. Zugleich aber habe sie „Räume geschaffen“, in denen „Kinder und Jugendliche unbeachtet von Teilen der Öffentlichkeit und staatlicher Stellen sexuelle Gewalt erlitten“. Die Autoren der Vorstudie, die Lautmann als Mitglied der 1983 gegründeten Arbeitsgemeinschaft Humane Sexualität (AHS) benannten, wiesen darauf hin, dass diese Organisation von einem damaligen Polizeipsychologen des Bundeskriminalamts mitbegründet wurde, in ihren Anfängen „ein deutlich breiteres sexualpolitisches Programm als die einseitige Festlegung auf pädosexuelle Themen“ aufwies und „Fragen wie Sexualität und Behinderungen, Transsexualität, Sexualpädagogik oder Exhibitionismus“ diskutierte. „Dominante Gruppe“ innerhalb der AHS sei die Fachgruppe „Kindersexualität und Pädophilie“ geworden. Die Veröffentlichungen der AHS hätten eine „einseitige Positionierung zugunsten der Pädosexuellen“ gezeigt, was ein früheres AHS-Mitglied zum Austritt bewog, der im Mitgliederrundbrief 1999 wie folgt begründet wurde: „Entsprechend der Satzung hat die AHS legitime Ziele. Die Praxis hingegen hat die AHS zu einem Verein werden lassen, der alle strafbaren Handlungen wie Pädophilie und Exhibitionismus zu legitimieren sucht.“ Lautmann gehörte zeitweise dem Kuratorium an – neben Manfred Bruns, Hans-Georg Wiedemann und anderen. Anders als die übrigen Kuratoriumsmitglieder wurde er mit einem sog. „Positionspapier“ der AHS in Verbindung gebracht, das, ohne die Verfasser zu benennen, 1988 in erster und zehn Jahre später in überarbeiteter Fassung vorgelegt wurde, wobei in der Zwischenzeit vorgetragene Kritik benannt und der Versuch unternommen wurde, sie argumentativ zu entkräften.
Im Zuge der Planung seiner Pädophiliestudie veröffentlichte Lautmann 1980 in der Zeitschrift für Rechtspolitik einen Artikel, in dem er der Frage nach den Folgen von Sexualität zwischen Erwachsenen und Kindern nachging. Während Lautmann den Titel des Textes – Straftaten ohne Opfer? – mit einem Fragezeichen versah und einen stets zu erwartenden „seelischen Schock mit bleibenden Schäden“ aufgrund des vorliegenden Datenmaterials in Abrede stellte, wurde ihm 2013 im Rahmen der Untersuchung zur Pädophiliedebatte bei Bündnis 90/Die Grünen vorgeworfen, dass er die Position vertreten habe, dass Sexualdelikte definitiv „Straftaten ohne Opfer“ wären.
Nachdem die Vorwürfe, „Pädophilen das Wort geredet zu haben“, 2013 auch die Organisation pro familia erreicht hatten, wehrte sich der Verein in einer Stellungnahme mit dem Hinweis, die „Beiträge in den Pro Familia Magazinen“ – und damit auch dort abgedruckte Beiträge Lautmanns – hätten „den damaligen Stand der Diskussionen in der Sexualwissenschaft“ abgebildet. Im Jahr 2016 wurde, um die „Selbstaufklärung“ der pro familia zu unterstützen, eine Studie veröffentlicht, die den Wandel sexualpolitischer und -pädagogischer Positionen in Gesellschaft und Wissenschaft differenziert nachzeichnete, den allgemeinen Kampf um sexuelle Befreiung mit Wilhelm Reich, der Kinderladenbewegung und der Berliner Kommune 2 in Verbindung brachte und die „fehlende Grenzziehung zwischen kindlicher und erwachsener Sexualität“ in deren Konzepten problematisierte. Die etwa Mitte der 1980er Jahre einsetzende „gesellschaftliche Diskursverschiebung“ sei nicht unmaßgeblich auf „die Debatte um sexuellen Missbrauch in der Frauenbewegung zurückzuführen“, die „sexuelle Gewalt massiv thematisiert“ und „mit dem Schutz der sexuellen Selbstbestimmung von Mädchen und Frauen argumentiert“ habe. Auch kritisiert die Studie die „Abgrenzung zwischen Pädophilie/Pädosexualität und sexuellem Missbrauch“, die von sexualwissenschaftlicher Seite nach wie vor für sinnvoll gehalten wird.

### Disputation Lautmann/Amendt
Gerhard Amendt, der seinerzeit ebenfalls an der Bremer Universität lehrte und zu Lautmanns langjährigen Kritikern zählt, bestritt 1997 eine Disputation mit Lautmann, deren Wortlaut die populärwissenschaftliche Zeitschrift Psychologie Heute im Dezember des Jahres abdruckte. Für den Disput wurden fünf „Streitfragen“ vorgelegt.
Amendt stellte „einen Unterschied zwischen Kindesmißbrauchern einerseits, die ihren Opfern sexuelle Gewalt antun, und ‚echten‘ Pädophilen andererseits“ in Abrede. Lautmann verwies auf die Selbstdefinition der Pädophilen, deren Anerkennung „eine moralische Frage“ sei, „die von einer überwältigenden Strömung derzeit verneint“ werde. Eine Unterscheidung habe die Sexualwissenschaft über Generationen „fortgeschrieben, bis diese in den 80er Jahren eingerissen“ wurde und einer Entdifferenzierung gewichen sei, die „quer zu sonstigen Trends der Sexualkultur“ stehe, in der „alles immer spezieller“ werde. Überdies schlug Lautmann vor, die „Frage nach dem psychopathologischen Hintergrund“ anderen Berufsgruppen wie beispielsweise klinischen Psychologen zu überlassen, denen beide Diskutanten nicht angehörten. Gleichwohl berief sich Amendt mehrfach auf eine „pädophile Charakterstörung“.
Amendts Vorschlägen zur Verhaltenskorrektur begegnete Lautmann mit Skepsis, auch Psychotherapie halte bisher nicht, was sie verspreche, doch würden „neue Behandlungsformen auftreten“ und Initiativen seien „unterwegs“.
Gewaltfreiheit sei laut Amendt „kein hinreichendes Kriterium für Kulturfähigkeit“ und selbst das „annähernd ähnlich Erscheinende“ zwischen Erwachsenem und Kind sei dem sexuellen Sinn nach „völlig unähnlich“. Nach der „empirischen Erhebung“ sahen die Beziehungen für Lautmann „wie Verhältnisse besonderer Art“ aus, die er weder mit dem Begriff der Partnerschaft noch dem einer Liebesbeziehung „ineinssetzen“ wolle. „Ein Machtgefälle zugunsten des Erwachsenen“ sei aber „unweigerlich gegeben“.
Auch in der Frage möglicher Folgeschäden waren sich die beiden Kontrahenten nicht einig. Für Amendt sind pädophile Handlungen „immer inzestartig“ und „entsprechend destruktiv in ihren zukünftigen Auswirkungen“, und so hätten Pädophile „Kindheitserfahrungen hinter sich“, die nahezu „deckungsgleich mit dem sind, was sie Kindern selber antun“. Für Lautmann dagegen sei das Kind in Anlehnung an Rohde-Dachsers Buch Expedition in den dunklen Kontinent ein unbekanntes Sexualwesen eben „jenes einst dunklen Kontinents“, dem Rohde-Dachser die Frau zuordnete, denn „Untersuchungen zur kindlichen Sexualität“ besäßen „größten Seltenheitswert“. Schwierig „in höchstem Maße“ seien nach Lautmann „die Dimensionen des Schadensbegriffs“ wie auch kausale „Zurechnungen“ oder „empirische Rekonstruktion“, zumal die meisten Forschungsergebnisse aus Studien zu „Gewalt- und Inzesthandlungen“ stammten und nicht übertragbar seien. Zu unterscheiden seien auch sekundäre Schädigungen des Kindes durch „Befragungen und Verdächtigungen, denen es von selbsternannten Fahnderinnen, ungeschulten Justizbeamten oder versäumnisbewußten Eltern unterworfen“ werde.
Zur Frage nach einem wünschenswerten gesellschaftlichen Umgang mit pädophilen Handlungen argumentierte Amendt, dass die sexuellen Wünsche Pädophiler „nicht schützenswert“ seien, „weil sie gegen die Kultur, vor allem die Trennung der Generationen, und gegen das individuelle Kindswohl gerichtet“ seien, das er gleichwohl nicht definierte. Seine Aussage, es gebe keine „bekannte Kultur“, die „ohne die Grenze zwischen den Generationen ausgekommen“ sei, widerlegte er allerdings zwei Jahre später selbst. Lautmann entgegnete, jede „politisch korrekte Antwort“ könne „nur lauten: verbieten, verurteilen, mit sämtlichen Mitteln verhindern“. Andere Antworten seien „im gegenwärtigen Klima“ nicht opportun, doch sei dies „nicht immer so“ gewesen: „Noch vor zehn Jahren konstatierte die von der Deutschen Gesellschaft für Sexualforschung eingesetzte Kommission zu Fragen des Sexualstrafrechts, ‚daß das Spannungsverhältnis zwischen Sexualwissenschaft und Strafrecht nicht aufgelöst werden kann‘.“ Wiederholen würde die Fachgesellschaft nach Lautmanns Einschätzung das allerdings nicht. Er selbst sei „nie für die Abschaffung des Mißbrauchsparagraphen oder gar des Sexualstrafrechts eingetreten“.

### Diskursanalytische Perspektive
Während Lautmann an seiner Studie arbeitete, geriet die Diskussion zunehmend zum Streit eines laut Spiegel „in die Irre führenden Bürgerrechtsliberalismus“. Der Sexualwissenschaftler Martin Dannecker veröffentlichte 1986 seine Bemerkungen zur strafrechtlichen Behandlung der Pädosexualität. Er teilte mit, die „Aussagen der Experten“ würden zwar „im Kern besagen“, dass „die sexuelle Entwicklung eines Kindes durch gewaltlose pädosexuelle Erlebnisse normalerweise nicht gestört“ werde, gleichwohl dürfe die „Disparität der Wünsche“ von Erwachsenen und Kindern ebenso wenig außer Acht bleiben, wie die „Ungleichzeitigkeit“ der sexuellen Entwicklung. Dannecker machte darauf aufmerksam, dass unter dem Stichwort Pädophilie „außerordentlich vielfältige Phänomene subsumiert“ würden und die „Pönalisierung der Pädosexualität“ bedenkenswerte negativen Folgen habe, die er im Einzelnen benannte. Sie wären hinzunehmen, wenn sie pädosexuelle Kontakte „in nennenswertem Ausmaß verhindern würde“. Dies sei nach sexualwissenschaftlicher Erkenntnis „jedoch höchst unwahrscheinlich“.
Im Jahr 1997 veröffentlichte die Sexualwissenschaftlerin Sophinette Becker ihre Schrift Pädophilie zwischen Dämonisierung und Verharmlosung, in der sie die Geschichte der sexualwissenschaftlichen Debatten zu diesem Thema zusammenfasste und die unversöhnlichen Positionen, wie sie seinerzeit vertreten wurden, konkretisierte: „Werfen die einen den anderen Feigheit, Konformismus, biedere Moralisierung, Ausgrenzung von Minderheiten vor, schlagen die anderen mit dem Vorwurf der Verharmlosung, Verleugnung, Pseudo-Fortschrittlichkeit zurück.“ Zwar habe „die Auseinandersetzung nur inoffiziell auf diesem emotionalisierten Niveau“ stattgefunden, doch setze das Thema „offensichtlich bei allen Menschen heftige Affekte frei“. Die Diskussionen seien „immer auch geprägt von dem jeweiligen gesellschaftlichen Diskussionsstand, der Reaktion auf ihn und der Reflexion über ihn“. Die insbesondere von Gerhard Amendt kritisierte Unterscheidung von Pädophilie und sexuellem Missbrauch habe sexualwissenschaftliche Tradition und wurde, wie Becker in Erinnerung rief, zuerst von Richard von Krafft-Ebing vorgenommen, dem sie in diesem Punkt zustimmte.
Zwei Jahre nach der Disputation mit Lautmann legte Gerhard Amendt 1999 seine im eigenen Institut verlegte Schrift Vatersehnsucht vor, in der er der Abrechnung mit Lautmann unter dem Titel Die Pädophilisierung der Erwachsenenwelt einen gesonderten Abschnitt widmete und Kulturen mit gänzlich anderer Sexualmoral vorstellte, die die von ihm im Streitgespräch geforderte „Trennung der Generationen“ in sexuellen Zusammenhängen nicht kennen.
Ebenfalls im Jahr 1999 griff Lautmann eigenen Angaben zufolge nach einem Perspektivwechsel das Thema in seinem Beitrag Das Szenario der modellierten Pädophilie noch einmal auf, den er für das von Rutschky und Wolff herausgegebene Handbuch Sexueller Missbrauch verfasste.
Nachdem der Sozialwissenschaftler Rainer Hoffmann 1996 und damit zwei Jahre nach Erscheinen von Lautmanns Studie sein Buch Die Lebenswelt der Pädophilen vorgelegt hatte, antwortete Susanne Achterberg im Jahr 2000 den beiden Autoren mit ihrer Schrift Das Kind als Objekt des Begehrens und grenzte sich zugleich von der Kritik von Lautmanns Widersacher Gerhard Amendt ab. Die Debatte „um pro und contra liberaler forschungsethischer und wissenschaftlicher Grundsätze“ aussparend, widmete sich Achterberg „der Frage nach dem Machtverhältnis zwischen Kind und Erwachsenem“, mithin der „generationalen Hierarchie“. Sie zeichnete die feministische, die pädophile und die „Kinderschutzposition“ nach und wies die Kritik Gerhard Amendts zurück, wie er sie beispielsweise 1997 in der Zeitschrift Leviathan kundtat, weil seine „kritische Diskussion der Pädophilie“ einerseits „in die Sackgasse des Unterscheidens verschiedener Weisen von Sexualität“ führe und andererseits „die Minorisierung von Kindern“ weiter vorantreibe, denn Kinder seien „die letzte Bevölkerungsgruppe“, bei der es möglich sei, „die Sexualität unter dem Aspekt von Schädlichkeit bzw. Nützlichkeit zu betrachten“, was ein untrüglicher „Indikator für ihren zutiefst minorisierten gesellschaftlichen Status“ sei. Auch mache Amendt „eine heikle normative Setzung in erlaubte/gesunde und unerlaubte/kranke Sexualität“, zähle Homosexualität „umstandslos“ zu den Perversionen und stelle „die (nicht ganz neue) Behauptung auf, daß sexuelle Minderheiten die gesellschaftliche Ordnung bedrohten“. Den kritisierten Positionen stellte Achterberg die von ihr favorisierte „kindheitssoziologische Position“ gegenüber, die sich „nicht an Vereinnahmungs- oder Minorisierungsprozessen von Kindern“ beteilige, sondern „diese zum Gegenstand der Untersuchung“ mache. Unter dieser Perspektive wies sie in Abgrenzung zu Hoffmann und Lautmann argumentativ nach, dass sich das ohnehin „bestehende generationale Verhältnis“ der Macht des Erwachsenen über das Kind in pädophilem Handeln nicht nur manifestiere, sondern dass sich darüber hinaus die „generationale Hierarchie“ verschärfe.
Günter Amendt kritisierte 2005 im Gleichklang mit seinem sexualwissenschaftlichen Kollegen Gunter Schmidt – nachdem dieser 1999 von vormals vertretenen Positionen abgerückt war – das von Lautmann angenommene Einvernehmen zwischen Kind und Erwachsenem, weil die Verhandlungsfähigkeit beider Partner sich erheblich voneinander unterscheide. Überdies schlug Schmidt vor, „den Diskurs der Schädlichkeit von dem moralischen Diskurs um Pädophilie/Pädosexualität abzukoppeln“, zumal nach damaliger Forschungslage die „Auswirkungen pädosexueller Handlungen […] immer noch uneindeutig“ waren. Deswegen hatte laut Becker „die Mehrheit der befragten Experten (Sexualwissenschaftler, Psychiater, Kinderpsychiater, Psychoanalytiker u.a.) […] (soweit empirisch feststellbar) psychische Dauerschäden als isolierte, linear-kausale Folge nicht gewaltsamer sexueller Handlungen“ verneint.
Unter diskursanalytischer Perspektive geraten insbesondere zwei Arbeiten in den Blick, die sich jenseits der medialen Kritik und aus der Rückschau wissenschaftlich mit Lautmanns Buch auseinandersetzten: Volkmar Sigusch mit seinem 2013 herausgegebenen Buch Sexualitäten und Heinz-Jürgen Voß, der sich 2015 mit der Lust am Kind befasste. Die Wochenzeitung der Freitag veröffentlichte einen Nachdruck des Pädophilie-Abschnitts aus dem Buch von Sigusch:

„Während der Soziologe Rüdiger Lautmann 1994 in Die Lust am Kind nach Interviews mit 60 pädosexuellen Männern zu dem Schluss kam, dass es bei vielen von ihnen eine ungewöhnlich differenzierte, auf einen Konsens mit dem Kind gerichtete Strategie gab, sind Gunter Schmidt in Die Tragik pädophiler Männer und Martin Dannecker in Sexueller Missbrauch und Pädophilie aufgrund klinisch-therapeutischer Erfahrungen überzeugt, dass es das gar nicht geben kann. Sie sehen zwischen der Sexualität des vorpubertären Kindes und der des erwachsenen Mannes einen Abgrund. Und betonen, wie different die Erwartungen und Bedeutungen sind, die von einem Erwachsenen in eine Handlung oder eine Szene fantasiert werden, Fantasien, zu denen das Kind noch gar nicht fähig ist.“

Der Lautmann-Schüler Heinz-Jürgen Voß nahm sich 2015 einer Einordnung des Buchs seines Mentors an und setzte es in Beziehung zu dem Projekt Kein Täter werden.

„Die Forschungsgruppe um Rüdiger Lautmann hat in ihrer Studie zeithistorisch betrachtet angemessen und reflektiert gearbeitet. Sie hat zahlreiche und wegweisende Erkenntnisse generiert und den Weg dafür bereitet, dass Pädophilie in den Blick wissenschaftlicher Forschung in Deutschland kommt und Konzepte umgesetzt werden können, die pädophile Männer adressieren, damit sie nicht Täter werden.“

Lautmanns Buch habe „den Weg für Projekte geebnet“, die „heute hoch gelobt“ würden und denen ebenfalls eine „klare analytische Trennung zwischen pädophilem Begehren und Kindesmissbrauch zu Grunde“ liege. Projekte wie Kein Täter werden wären ohne Lautmanns Studie „nicht denkbar gewesen“, obwohl dieses Programm, an dem Sophinette Becker einige Kritik äußerte, „nun wirklich nichts Neues“, sondern eine „Mischung aus ärztlicher Führung, verhaltenstherapeutischen Kontrollübungen und Medikamenten“ sei, ohne dass die „Psychodynamik des Einzelnen […] bearbeitet“ würde. Die Studie Lautmanns habe, so Voss, „die Diskussion um forschungsethische Fragen auch in sozialwissenschaftlichen Kontexten anregen“ sollen. Zur zeithistorischen Einordnung merkt Voß an: „Bezüglich sozialwissenschaftlicher Forschungen zu sexualisierter Gewalt, insbesondere mit Perspektive auf Betroffene, wurde erst im Jahr 2015 (!) in der Bundesrepublik Deutschland eine Übereinkunft erzielt.“ Die Gesellschaft habe „erst jetzt anders entschieden“, mit dem Thema umzugehen.
Becker teilte 2016 mit, die „in der westlichen Welt ubiquitäre Aufdeckung sexuellen Missbrauchs in Institutionen“ habe „nur in Deutschland zu einer globalen Beschuldigung der 68er bzw. der sexuellen Liberalisierung geführt“. Dieser „Beschuldigungsdiskurs“ werde „ent-kontextualisiert geführt“, so dass Äußerungen aus früheren Jahrzehnten so gelesen würden, „als seien sie mit dem heutigen Wissen und vor allem mit den heute Allen präsenten Bildern von sexuellem Missbrauch gemacht worden“.

### Medienkritik
Das inkriminierte Buch Lautmanns Die Lust am Kind steht nach wie vor im Fokus medialer Auseinandersetzung mit Pädophilie und sexuellen Übergriffen auf Kinder. Erste harsche Kritik gab es von Barbara Lukesch in der Weltwoche bereits im Februar 1995 nach einem öffentlichen Vortrag zur Phänomenologie sexueller Kontakte zwischen Erwachsenen und Kindern an der Universität Zürich, allerdings in einem Sprachduktus, der Lautmann zu diskreditieren geeignet ist und jeder sachlichen Einordnung entbehrt. Lautmann setzte sich mehrfach auf seiner persönlichen Website gegen Medienberichte zur Wehr, insbesondere in den Jahren 2014 und 2022.
Im Jahr 2013 griff die taz-Journalistin Nina Apin die Kritik an Lautmann auf.
Im Jahr 1997 kritisierte Ursula Enders in der Frauenzeitschrift Emma, dass Lautmann in seiner Studie keine kindlichen Opfer befragte, und warf ihm vor, einem Kreis von Hochschullehrern anzugehören, „die bei hohen Bezügen aus Steuergeldern ungehindert täterfreundliche Positionen an StudentInnen und Öffentlichkeit vermitteln“ würden. Im selben Heft warnte die Rechtswissenschaftlerin Monika Frommel unter dem Titel Gegen eine Kopf-ab-Justiz davor, den Straftatbestand des sexuellen Missbrauchs härter zu sanktionieren und ihn vom Vergehen zum Verbrechen hochzustufen, ohne eine „differenzierte Abstufung der Strafmaße“ entsprechend der unterschiedlichen Schwere der strafbewehrten Handlungen vorzusehen. Eine pauschale Anhebung des Strafrahmens könnte sich „kontraproduktiv“ auswirken, weil anzunehmen wäre, dass dann sowohl die Bereitschaft zur Anzeige als auch zum Geständnis abnehme. Die seinerzeit diskutierte Strafrechtsreform wurde 25 Jahre später als „Gesetzespaket“ mit einer Hochstufung beschlossen.
Als im Zuge der Bundestagswahl 2013 abermals eine Debatte über Pädophilie und Pädosexualität aufkam, in deren Zentrum der Umgang der Grünen mit dem Thema in den 1980er Jahren stand, geriet Lautmann erneut unter Beschuss. Er wurde in den Medien mehrfach bezichtigt, für die Abschaffung des Paragrafen 176 votiert zu haben. Der § 176 StGB stellt den sexuellen Missbrauch von Kindern in Deutschland unter Strafe. Nachdem die Berliner Tageszeitung Der Tagesspiegel Anfang Oktober 2013 berichtet hatte, Lautmann sei „im April 1979 auf dem Kongress der deutschen Soziologen in Berlin“ unter anderem „maßgeblich an einem Antrag beteiligt“ gewesen, „der forderte, den Paragrafen 176 aus dem Strafrecht zu streichen“, dementierte Lautmann Ende Oktober desselben Jahres mit einem dort veröffentlichten Leserbrief. Er habe „nie die Abschaffung des Kinderschutzparagrafen 176 gefordert“ oder sich „an solchen Initiativen beteiligt“. Auch würden auf den „Kongressen der Deutschen Gesellschaft für Soziologie […] wissenschaftliche Vorträge gehalten, nicht aber Anträge verabschiedet“. Das Dementi verhallte ungehört, so dass sich Lautmann im Oktober 2022 veranlasst sah, die Richtigstellung auf seiner persönlichen Website zu wiederholen. Verfasst von Rainer Mackensen und Felizitas Sagebiel, dokumentierte die Technische Universität Berlin den Soziologenkongress von 1979 auf über tausend Seiten, so dass Lautmanns Aussage einer Überprüfung zugänglich ist.
Auch der Spiegel berichtete im Oktober 2013, allerdings im Zusammenhang mit Vorwürfen gegen Pro Familia und erneut Kritik an Lautmann aufgreifend. Während die Sexualwissenschaftlerin Hertha Richter-Appelt Positionen der früheren Jahre zwar als „Irrtum“, zugleich aber als damals herrschenden „Zeitgeist“ bezeichnete – „manchmal ist der Zeitgeist eben auch falsch“ –, wies Gerhard Amendt diese Argumentation scharf zurück und sprach von „Pädophilen-Propaganda in wissenschaftlicher Tarnung“.
Nachdem das Institut für Demokratieforschung der Universität Göttingen im November 2016 seinen 175 Seiten umfassenden Abschlussbericht zu einem Forschungsprojekt vorgelegt hatte, das im Auftrag der damaligen Senatsverwaltung für Bildung, Jugend und Wissenschaft die Unterstützung pädosexueller bzw. päderastischer Interessen durch die Berliner Senatsverwaltung aufklären sollte und in dem Lautmann lediglich dreimal kurz erwähnt wurde, hieß es im Spiegel vom 4. Dezember, Lautmann sei Autor eines „Pädophilie verherrlichenden Buchs“.
Nachdem im Jahr 2022 bekannt geworden war, dass die Schwulenberatung Berlin, in deren Vorstand Lautmann saß, die Eröffnung dreier „Regenbogen-Kitas“ plante, kam es zu einer „teilweise sehr kontroversen Berichterstattung“ über Lautmann und seine Involvierung in dieses Projekt, wie dem Onlinemagazin Queer.de Anfang Oktober zu entnehmen war. Daraufhin erklärte Lautmann seinen Rücktritt vom Vorstand, um nach eigenem Bekunden „weiteren Schaden von der Schwulenberatung Berlin und die geplanten KITA abzuwenden“. Lautmann habe sich, anders als immer wieder fälschlich behauptet worden sei, nicht für die Legalisierung des sexuellen Missbrauchs eingesetzt, sondern dafür, „dass die Justiz bei der Bestimmung des Strafmaßes im Einzelfall berücksichtigt, welche Art von sexueller Aggression vorliegt“. Aus dem akademischen Umfeld erfolgte im November eine „Richtigstellung“, in der die Kritik an Lautmann als Angriff auf „das liberale Denken und Forschen“ gewertet und die Medienkritik als „Hetzkampagnen“ bezeichnet wurde. Zu den Erstunterzeichnern gehörten 29 Wissenschaftler, darunter Lorenz Böllinger, Helmut Kury, Gesa Lindemann, Florian Mildenberger und Helge Peters.
In der Zeitschrift für Diskursforschung schrieb Lautmann auch aufgrund eigener Erfahrungen über die zunehmende Vehemenz moralischer Argumentation und analysierte den „Spezialfall einer imperativen Moral, der historisch neu zu sein scheint und gegenwärtige Missstandsdiskurse“ präge.

## Veröffentlichungen (Auswahl)

### Monografien
- Freie Rechtsfindung und Methodik der Rechtsanwendung. Jur. Dissertation Universität Würzburg 1963. Manuskriptdruck 1967.
- Wert und Norm. Begriffsanalysen für die Soziologie. [Phil. Dissertation Universität München 1969] Dortmunder Schriften zur Sozialforschung. Bd. 37. Westdeutscher Verlag. Köln und Dortmund. 1969. 2. Auflage 1971.
- Soziologie vor den Toren der Jurisprudenz. Zur Kooperation der beiden Disziplinen. Stuttgart. 1971. Spanische Übersetzung: Sociologia y jurisprudencia. Buenos Aires 1974.
- Mit Hanns Wienold: Das soziale Abwehrsystem gegen sexuelle Abweichung, insbesondere Homosexualität. Bericht zum Forschungsprojekt: Entstigmatisierung durch die Gesetzgebung unter Mitarbeit von Egon Rohe. [Manustkriptdruck]. Bremen/Münster. 1978. 348 S.
- Justiz – die stille Gewalt. Teilnehmende Beobachtung und entscheidungssoziologische Analyse. Frankfurt a. M. 1972. 2. Auflage Wiesbaden 2011.
- Sozialwissenschaftliche Studien zur Homosexualität. 8 Bände, Verlag rosa Winkel, Berlin 1980 bis 1997.
- Der Zwang zur Tugend. Die gesellschaftliche Kontrolle der Sexualitäten. Suhrkamp, Frankfurt am Main 1984.
- Mit Michael Schetsche: Das pornographierte Begehren. Campus, Frankfurt am Main/New York 1990, ISBN 3-593-34363-0.
- Die Lust am Kind. Portrait des Pädophilen. Ingrid Klein Verlag, Hamburg 1994, ISBN 3-89521-015-3.
- Der Homosexuelle und sein Publikum. Ein Spagat zwischen Wissenschaft und Subkultur. [Aufsatzsammlung aus den Jahren 1973 bis 1995. Lektorat: Detlev Grumbach]. MännerschwarmSkript. Hamburg 1997, ISBN 3-928983-34-2.
- Mit Jörg Hutter und Volker Koch-Burghardt: Ausgrenzung macht krank. Homosexuellenfeindschaft und HIV-Infektionen. Aids im gesellschaftlichen Kontext. Westdeutscher Verlag, Wiesbaden 2000 / VS Verlag für Sozialwissenschaften 2002, ISBN 3-531-13163-X.
- Soziologie der Sexualität. Erotischer Körper, intimes Handeln und Sexualkultur. Reihe: Grundlagentexte Soziologie. Juventa. Weinheim 2002, ISBN 978-3-7799-1472-3.

### Herausgeberschaften
- Mit Werner Maihofer und Helmut Schelsky: Die Funktion des Rechts in der modernen Gesellschaft. In: Jahrbuch für Rechtssoziologie und Rechtstheorie, Bd. 1. Bertelsmann, Bielefeld 1970.
- Mit Johannes Feest: Die Polizei. Soziologische Studien und Forschungsberichte. Westdeutscher Verlag, Opladen 1971.
- Seminar: Gesellschaft und Homosexualität. Zugleich Mitverfasser verschiedener Beiträge. Suhrkamp, Frankfurt am Main 1977, ISBN 3-518-07800-3.(2. Auflage 1984, ISBN 978-3-518-27800-0).
- Homosexualität. Handbuch der Theorie- und Forschungsgeschichte. Campus, Frankfurt am Main 1993. ISBN 3-593-34747-4.
- Mit Burkhard Jellonnek: Nationalsozialistischer Terror gegen Homosexuelle. Verdrängt und ungesühnt. Schöningh, Paderborn 2002, ISBN 3-506-74204-3.
- Mit Günter Grau: Lexikon zur Homosexuellenverfolgung 1933–1945. Institutionen – Kompetenzen – Betätigungsfelde. Lit, Münster 2011, ISBN 3-8258-9785-0.
- Mit Werner Fuchs u. a.: Lexikon zur Soziologie. Erstausgabe 1973, 5. Auflage. VS Verlag, Wiesbaden 2011.
- Mit Florian Mildenberger, Jennifer Evans u. Jakob Pastötter: Was ist Homosexualität? Forschungsgeschichte, gesellschaftliche Entwicklungen und Perspektiven. Männerschwarm, Hamburg 2014, ISBN 978-3-86300-163-6.
- Capricen. Momente schwuler Geschichte. Männerschwarm, Hamburg 2014, ISBN 978-3-86300-167-4.
- Mit Thorsten Benkel: Soziologie des Strafrechts. Jahresheft der Zeitschrift für Rechtssoziologie 34.
- Mit Ralf Lottmann, María do Mar Castro Varela: Homosexualität_en und Altern. Ergebnisse aus Forschung und Praxis. Springer VS, Wiesbaden 2016, ISBN 978-3-658-14008-3.
- Mit Daniela Klimke: Sexualität und Strafe. Beiheft 11 zum Kriminologischen Journal. Beltz Juventa, Weinheim 2016, ISBN 978-3-7799-3511-7.
- Mit Hanns Wienold: Georg Simmel und das Leben in der Gegenwart. Springer VS, Wiesbaden 2018, ISBN 978-3-658-21427-2.

### Publikationen (Auswahl)
- Ungleichheit vor dem Gesetz: Strafjustiz und soziale Schichten. Mitverfasserin Dorothee Peters. In Vorgänge. Zeitschrift für Gesellschaftspolitik. 12. Jahrgang. Heft 1.1973. S. 45–54. Rezension von Hubert Rottleutner in „Kritische Justiz“. Heft 3. Stuttgart. Europäische Verlagsanstalt. 1973. S. 332–340.
- Was bedeutend und wem nützt Ordnung? Soziologische Perspektive. In Vorgänge. Zeitschrift für Gesellschaftspolitik. 12. Jahrgang. Nr. 2. Heft 2. 1973. S. 36–44.
- Homosexualität und Normalität. Vom Irrtum unserer Kategorien. Mitverfasser Rolf Gindorf. In Vorgänge. Zeitschrift für Gesellschaftspolitik. 13. Jahrgang. Heft 10.1974. S. 108–116.
- Interview / Mitschrift / Drehbuch in: 'Rosa Winkel? Das ist ja schon lange vorbei... Materialien zum gleichlautenden Film von Peter Recht, Christiane Schmerl und Detlef Stoffel'. AJZ Druck und Verlag. Bielefeld. 1976. S. 9 ff. [Filmproduktion: Universität Bielefeld – Fakultät für Soziologie. Format: 16 mm. Laufzeit: 48 Minuten. Oberhausen: 8. filmothek der jugend am 26. April 1977].
- Linksradikal als Stigma. In: Wir Bürger als Sicherheitsrisiko. Berufsverbot und Lauschangriff. Beiträge zur Verfassung unserer Republik. In Kampf gegen Tenoristen darf die Demokratie nicht zu Schaden kommen. Mit einem Beitrag von Klaus Traube. Rowohlt. Aktuell Bd. 4181. Hamburg 1977. S. 282–303.
- Frauen in Recht und Unrecht. Mitverfasserin: Ute Gerhard. In: Vorgänge. Zeitschrift für Gesellschaftspolitik. 17. Jg. Nr. 32. Heft 2. 1978. S. 56–72.
- Sexualdelikte – Straftaten ohne Opfer? In: Zeitschrift für Rechtspolitik. 13. Jg. Heft 2, Beck’sche Verlagsbuchhandlung. München. 1980. S. 44–49. Zugleich auch in 'Sexualität konkret' Bd. 3. 1981. Erneut in: Volkmar Sigusch, Ingrid Klein und Hermann L. Gremliza (Hrsg.): Sexualität konkret. Sammelband 2. Zweitausendeins. Frankfurt. 1. Auflage Oktober 1984. 3. Auflage November 1984. S. 358–369.
- Rechtsfindung als Karriereberuf? Eine Anfrage. In: Hg.: Christian Broda, Erwin Deutsch, Hans–Ludwig Schreiber und Hans–Jochen Vogel: Festschrift für Rudolf Wassermann zum sechzigsten Geburtstag. Luchterhand. Neuwied. 1985. S. 109–121.
- Die künstliche Welt der Porno-Psychologie. In Psychologie heute. Das Bild des Menschen. 14. Jg. Heft 5. Mai 1987. S. 38–45.
- Soziale Vorurteile. In: Görres-Gesellschaft (Hrsg.): Staatslexikon. Band 4. Herder Verlag, Freiburg, Basel, Wien. 1988. S. 1290–1293.
- Im Spannungsfeld zwischen Religion und Sexualität. Soziologische Bemerkungen. In: Schwulenreferat im Allgemeinen Studentenausschuß der Freien Universität Berlin (Hrsg.): Homosexualität und Wissenschaft [Band] II, Verlag rosa Winkel. Berlin. 1992. S. 141–153.
- Moral, Wissenschaft und Strafrecht – am Beispiel der Begründungen zum Homosexuellenparagraphen im 19. Jahrhundert. In: Detlev Frehsee, Gabi Löschper und Karl F. Schumann (Hg.) Strafrecht, soziale Kontrolle, soziale Disziplinierung. Westdeutscher Verlag. Opladen. 1993. S. 258–270.
- Erotisierung von Gewalt – Problematisierung der Sexualität. In: Martina Althoff und Sibylle Kappel (Hrsg.): Geschlechterverhältnisse und Kriminologie. Kriminologisches Journal. 5. Beiheft. Juventa. Weinheim. 1995. S. 176–191.
- 'Du bleibst mein Sohn!'. Homosexuelle und ihre Mütter. In: Annette Garbrecht (Hrsg.): Mütter und Söhne – die längste Liebe der Welt. Ingrid Klein Vlg. Hamburg. 1995. S. 175–187. Auch bei Rowohlt Taschenbuch. Bd. 60179. 1997.
- Paradoxien der homosexuellen Identität. Identitäts(ge)rede. In: Manfred Herzer. Auswahl und Herausgeber: 100 [einhundert] Jahre Schwulenbewegung. Dokumentation einer Vortragsreihe in der Akademie der Künste [Berlin]. Verlag rosa Winkel. Berlin. 1998. S. 145–156.
- Homosexualität als Innovation der Moderne: Eine kulturgeschichtliche Perspektive. In: (Hrsg.): Dominikaner–Provinz Teutonia: Wort und Antwort. Zeitschrift für Fragen des Glaubens. Jg. 39, Heft 2. April/Juni. 1998. S. 51–55
- Das Szenario der modellierten Pädophilie. In: Katharina Rutschky und Reinhard Wolff (Hrsg.): Handbuch Sexueller Mißbrauch. Rowohlt TB 60598. Reinbek. 1999. S. 182–198.
- Nichts für ungut! Kommentierende Bemerkungen zur Forschungslage über den rosa Winkel im Konzentrationslager. Gewidmet dem Andenken von Egbert Schmidt [...] gestorben an den Folgen von Aids [...]. In: KZ-Gedenkstätte Neuengamme [Hamburg]. (Hg.) Verfolgung Homosexueller im Nationalsozialismus. Beiträge zur Geschichte der nationalsozialistischen Verfolgung in Norddeutschland. Heft 5. Edition Temmen. Bremen. 1999. S. 104–111.
- Punitivität als Schlüsselbegriff für eine Kritische Kriminologie. Mitverfasserin: Daniela Klimke. In: Rüdiger Lautmann, Daniela Klimke und Fritz Sack (Hrsg.): Kriminologisches Journal. Punitivität. 36. Jg. 8. Beiheft. Juventa. Weinheim. 2004. S. 9–29.
- Die soziale Dimension der Sexualität – und was die Lebenswissenschaft davon übrig lässt. In: Thorsten Benkel und Fehmi Akalin (Hrsg.): Soziale Dimensionen der Sexualität. Mit Beiträgen von Fehmi Akalin, Sophinette Becker, Thorsten Benkel, Hannelore Bublitz, Franz X. Eder, Svenja Flaßpöhler, Peter Fuchs, Sabine Grenz, Daniela Klimke, Karl Lenz, Sven Lewandowski, Gunter Runkel, Michael Schetsche, Renate–Berenike Schmidt und Volkmar Sigusch. Beiträge zur Sexualforschung. Band 94. Psychosozial–Verlag. Gießen. 2010. S. 35–69.
- General Karl von Einem (1853–1934) als Figur der Zeitgeschichte. Eine Expertise. Stand: 12. Oktober 2010. online beim LSVD (abgerufen: 30. März 2019). Auch unter dem Titel: Ein homophober Kriegsgeneral. Karl von Einem (1853–1934). in: Rüdiger Lautmann (Hrsg.): Capricen. Momente schwuler Geschichte. [Festschrift für] Manfred Herzer zu seinem 65. Geburtstag. Männerschwarm. Hamburg. 2014. S. 135–155.
- Justiz – die stille Gewalt: revisited. In: Josef Estermann (Hrsg.): Der Kampf ums Recht. Akteure und Interessen im Blick der interdisziplinären Rechtsforschung. Beiträge zum zweiten Kongress der deutschsprachigen Rechtssoziologischen Vereinigung, Wien 2011. Lit Verlag. Wien. 2012. S. 48–59.
- Mittel und Wege zur Rehabilitierung und Entschädigung. Podiumsgespräch mit Jens Dobler und Manfred Bruns. S. 64–69. Eine Lebenswelt im Schatten der Kriminalisierung – der Homosexuellenparagraph als Kollektivschädigung. S. 71–93. Eine rückwirkende Aufhebung rechtsstaatlicher Gesetze und Urteile? Zur staatstheoretischen Problematik. S. 94–102. In: § 175 StGB. Rehabilitierung der nach 1945 verurteilten homosexuellen Männer. Dokumentation des Fachsymposiums am 17. Mai 2011 zum internationalen Tag gegen Homophobie im Festsaal des Abgeordnetenhauses von Berlin und ergänzende Beiträge. Hg.: Senatsverwaltung für Arbeit, Integration und Frauen. Landesstelle für Gleichbehandlung – gegen Diskriminierung. [Schriftenreihe:] Dokumente lesbisch–schwuler Emanzipation [Bd.] 28. Berlin. 2012. online Berlin.de (abgerufen: 18. Juni 2019).
- Willkür im Rechtsgewand: Strafverfolgung im NS-Staat. In: Michael Schwartz (Hrsg.): Homosexuelle im Nationalsozialismus. Neue Forschungsperspektiven zu Lebenssituationen von lesbischen, schwulen, bi-, trans- und intersexuellen Menschen 1933 bis 1945. Zeitgeschichte im Gespräch. Band 18. Hg.: Institut für Zeitgeschichte München-Berlin (IfZ). De Gruyter. Oldenbourg. 2014. S. 35–42.
- Sexuelle Vielfalt oder Ein Ende der Klassifikationen? In: Sven Lewandowski und Cornelia Koppetsch (Hrsg.): Sexuelle Vielfalt und die UnOrdnung der Geschlechter. Beiträge zur Soziologie der Sexualität. Transcript. Bielefeld. 2015. S. 29–66.
- Annäherung an Georg Simmel. Gemeinsam mit Hanns Wienhold. S. 1–22; Geschlechterverhältnis und Sexismus. Gemeinsam mit Daniela Klimke. doi:10.1007/978-3-658-21427-2_8 S. 127–144; Das Leben im Erotischen und Sexuellen. Gemeinsam mit Daniela Klimke. S. 283–305. In: Rüdiger Lautmann und Hanns Wienhold (Hrsg.): Georg Simmel und das Leben in der Gegenwart. Springer. Wiesbaden. 2018
- Halbiertes Heilen einer Grundrechtsverletzung. Wie die Strafopfer des Homosexuellenparagraphen rehabilitiert werden. In: Till Müller Heidelberg, Marie Pelzer, Martin Heimging, Cara Röhner, Rolf Gössner, Matthias Fahrner, Helmut Pollähne, Maria Seitz (Hg.) Grundrechte-Report 2018. Zur Lage der Bürger- und Menschenrechte in Deutschland. Fischer TB 70189. Frankfurt a. M. 2018. S. 22–25.
- Queerness. Theorie und Politik der Geschlechtlichkeit. In: Forum Wissenschaft, Jg. 35 (2018), Nr. 3, S. 8–12.
- Homosexualität und Homophobie – ein Trajekt der westlichen Spätmoderne. In: Österreichische Zeitschrift für Geschichtswissenschaften 29 (2018), Nr. 2, S. 36–58.
- Identität und Emanzipation: Jean Genet und die (west)deutsche Schwulenbewegung. In: Florian Mildenberger (Hrsg.): Unter Männern. Freundschaftsgabe für Marita Keilson-Lauritz. Männerschwarm Verlag, Hamburg. S. 225–246. 2018.
- Guy Hocquenghem – wiedergelesen. In: Heinz-Jürgen Voß (Hg.) Die Idee der Homosexualität musikalisieren: Zur Aktualität von Guy Hocquenghem. Psychosozial Verlag. Gießen 2018. S. 37–76.
- Sexualität und Sexualwissenschaft 2050. Eine rationale Vision. In: Heinz-Jürgen Voß (Hg.) Die deutschsprachige Sexualwissenschaft. Bestandsaufnahme und Ausblick. Buchreihe: Angewandte Sexualwissenschaft Bd. 28. Psychosozial Verlag. Gießen 2020. S. 37–54. ISBN 978-3-8379-3016-0.
- Moral als Imperativ im Diskurs über soziale Missstände. In: Zeitschrift für Diskursforschung. Band 1, 2021, ISSN 2195-867X, S. 13–32, doi:10.3262/ZFD2101013 (Themenheft Moral und Emotionen in Problematisierungsdiskursen).